# House of God
House of God deveti je studijski album danskog heavy metal sastava King Diamond, objavljen 20. lipnja 2000. Jedini je album na kojem su se pojavili gitarist Glen Drover i basist Paul David Harbour i posljednji na kojem je bubnjeve svirao John Luke Hébert.
House of God remasterirao je Andy LaRocque i ponovo objavio 2009. godine.

## Povijest
Povijest albuma labavo se temelji na legendi o Rennes-le-Château.
Počinje monologom nalik rekvijemu:
„Na križu nije umro, mučili su ga, ali je preživio. Prokrijumčareni preko pučine, u južnu Francusku, mir. Tamo se oženio Magdalenom i osnovao drugu dinastiju. Crkva je sagrađena na brdu, da služi svim bogovima po volji." ("Upon the Cross")
Jedne noći stoljećima kasnije, umoran putnik izgubio se u šumi, u području zlokobno nazvanom "The Devil's Hide" ("Đavolje skrovište"), unatoč tome što mu je to mjesto poznato. Nažalost, on i njegov konj uskoro su okruženi gladnim vukovima, koji promatraju iz šume ("The Trees Have Eyes"). Iznenada se pojavljuje vučica sa sjajnim plavim očima, tjerajući sve ostale vukove da se povuku. Instinktivno vjerujući ovoj vučici, putnik je slijedi do crkvice u podnožju brda. Kad ga vidi prvi put, putnik primjećuje tamni natpis na vratima: "This place is terrible." ("Ovo mjesto je strašno.") ("Follow the Wolf")
Putnik ulazi u crkvu, Božju kuću, u kojoj se sve počinje mijenjati od oronulosti do velike raskoši, pune hrane i pića. Vuk se pretvara u prelijepu ženu i predstavlja se kao "Angel", obećavajući da će zauvijek voljeti putnika. Putnik se na prvi pogled zaljubljuje u Angelu i njih dvoje često vode ljubav u crkvi ("House of God"). Međutim, u roku od nekoliko dana putnik počinje primjećivati mala, čudna ponašanja Angela, uključujući njezino ljubljenje malog, crnog kipa zlokobnog vraga koji "sjedi kraj oltara". Također spominje da je vidio dvije različite propovjedaonice, obje prikazuju demonske slike ("Black Devil").
Vrijeme prolazi. Jednog dana, kad je on s Angelom u ispovjedaonici, ona se rasplače i ispriča mu svoju dramatičnu sudbinu: godinu dana prije susreta s putnikom, nadnaravne sile angažirale su Angela da čuva crkvu; ona se vraća u svoj vučji oblik svaki put kada napusti crkveno područje i može uzeti ljudski oblik samo unutar zgrade. Što je još gore, Angel ima godinu dana da pronađe zamjenu za sebe kao čuvaricu Božje kuće. Ako uspije, Angel će biti oslobođena ugovora i biti će joj dopušteno da napusti crkvu kao normalna žena, ali bez sjećanja na vrijeme provedeno tamo. Međutim, ako ne nađe nekoga tko će zauzeti njezino mjesto, umrijet će na kraju godine, što će se dogoditi nakon tjedan dana. U tuzi, iz ljubavi prema njoj, putnik potpisuje ugovor kako bi spasio Angelin život, omogućivši joj da bude slobodna iako ga se neće sjećati ("The Pact", "Goodbye").
Nakon njezina odlaska, putnik umalo izgubi razum od boli srca i izolacije. Monotonija svakoga dana i spoznaja da je zarobljen za vječnost iznerviraju ga i u svom očaju počinje uništavati svako ogledalo koje nađe oko crkve ("Just a Shadow", "Help!"). Putnik tada svjedoči otvaranju skrivenih vrata ispod oltara koja vode u katakombe. Primoran silama koje ne može objasniti, putnik silazi ("Passage to Hell"). Slijedeći tajanstveno svjetlo do podzemne komore, nailazi na raspadnuti kip Djevice Marije i razbija ga. Unutra otkriva mumificirane ostatke razapetog, užarenog mrtvaca s "trnovom krunom". Čuvši nezemaljski urlik, užasnut putnik shvaća da je to tijelo Isusa Krista i bježi natrag u crkvu ("Catacomb").
Nakon ponovnog izlaska, putnika prati ono što on opisuje kao bezbroj vjetrova i svjetla; "zgrčenih lica i tijela". Tvrdeći da ga više ne zanima život ili umiranje, putnik ispituje te entitete koji mu govore da je naučio "laž, laž o križu". Iako podrugljivo neće otkriti zašto čuvaju Isusovo tijelo, Entiteti tvrde da su oni sile iza ideala Boga i Sotone. Entiteti preživljavaju na vjerovanjima nadahnutim vječnom borbom između Dobra i Zla, iako su sami Entiteti daleko viša bića izvan ovih koncepata. Oni savjetuju putniku da jednostavno "živi [svoj] život najbolje [što] može, a ostalo prepusti [entitetima]", ali nakon ovih otkrića on potpuno gubi vjeru i osuđuje Boga. Sada znajući ono što doživljava kao istinu svijeta, putnik ne može prihvatiti ono što je naučio i objesi se u očaju i boli. Dok skače, viče, "This place is terrible" ("Ovo mjesto je strašno"), natpis na vratima Božje kuće ("This Place is Terrible").

## Popis pjesama
Tekstovi: King Diamond, glazba: King Diamond, osim gdje je navedeno drugačije.
| 1.    | »Upon the Cross«                         |                | 1:44 |
| 2.    | »The Trees Have Eyes«                    | Andy La Rocque | 4:46 |
| 3.    | »Follow the Wolf«                        |                | 4:28 |
| 4.    | »House of God«                           | La Rocque      | 5:36 |
| 5.    | »Black Devil«                            |                | 4:28 |
| 6.    | »The Pact«                               | La Rocque      | 4:10 |
| 7.    | »Goodbye«                                |                | 2:00 |
| 8.    | »Just a Shadow«                          |                | 4:37 |
| 9.    | »Help!!!«                                |                | 4:22 |
| 10.   | »Passage to Hell«                        |                | 2:00 |
| 11.   | »Catacomb«                               | La Rocque      | 5:01 |
| 12.   | »This Place Is Terrible«                 |                | 5:34 |
| 13.   | »Peace of Mind« (instrumentalna skladba) | La Rocque      | 2:32 |
| 51:18 |                                          |                |      |

## Zasluge
| King Diamond - King Diamond – vokal, klavijature, produkcija, miks, mastering - Andy La Rocque – gitara, klavijature, produkcija - Glen Drover – gitara - David Harbour – bas-gitara - John Hebert – bubnjevi | Ostalo osoblje - Kol Marshall – klavijature (dodatne), produkcija, inženjer zvuka, miks, mastering - J.T. Longoria – inženjer zvuka - Thomas Holm – naslovnica albuma - Alex Solca – fotografije - Brian J. Ames – dizajn |